# IC 1199
IC 1199 ist eine Spiralgalaxie vom Hubble-Typ Sbc im Sternbild Serpens am Himmelsäquator. Sie ist schätzungsweise 215 Millionen Lichtjahre von der Milchstraße entfernt und hat einen Durchmesser von etwa 80.000 Lj.
Im selben Himmelsareal befinden sich u. a. die Galaxien NGC 6081, IC 1196, IC 1205.
Das Objekt wurde am 28. Juni 1890 von Lewis Swift entdeckt.